# Cassis tuberosa
Cassis tuberosa (nomeada, em inglêsː king helmet ou Caribbean helmet; em alemãoː Königshelm; em portuguêsː elmo-do-rei (POR), búzio, búzio-totó ou buzo (BRA); também denominada atapu, guatapi, itapu, uatapu, vapuaçu, vatapu, em língua indígena) é uma espécie de molusco gastrópode marinho predador pertencente à família Cassidae. Foi classificada por Carolus Linnaeus em 1758; descrita como Buccinum tuberosum em sua obra Systema Naturae. É nativa do oeste do oceano Atlântico; da Carolina do Norte e Flórida (EUA) às Bermudas, mar do Caribe, incluindo costa leste da Colômbia, Venezuela, Suriname, no norte da América do Sul, e pela costa nordeste e sudeste brasileira, do Maranhão até o sul da Bahia, Espírito Santo e Rio de Janeiro; também nos arquipélagos de Abrolhos e Cabo Verde, na costa oeste da África. Está listada no Livro Vermelho da Fauna Brasileira Ameaçada de Extinção, publicado pelo Instituto Chico Mendes de Conservação da Biodiversidade, como espécie quase ameaçada devido à beleza de sua concha, sendo uma das mais exploradas para o comércio de souvenirs.

## Descrição da concha
Conchas de 15 a 30 centímetros (Rios cita entre 10 a pouco menos de 25 centímetros), pesadas e sólidas, com superfície dotada de escultura reticulada e fina, com projeções salientes e bem nodulosas em sua área mais larga; de coloração castanho-clara e com manchas mais escuras e avermelhadas em forma de lua crescente, ou com sua superfície de coloração creme-arenácea. Espiral baixa. Escudo parietal triangular e brilhante, quando a concha é vista por baixo, grande e bem definido, dotado de uma visível área manchada de coloração castanho-escura, apresentando inúmeras ranhuras, geralmente mais claras. Lábio externo espesso e liso, com projeções internas semelhantes a dentes. Varizes de seu crescimento dotadas de 7 a 8 faixas castanho-escuras. Canal sifonal curto, formando uma dobra sifonal. Opérculo do comprimento da sua abertura estreita.

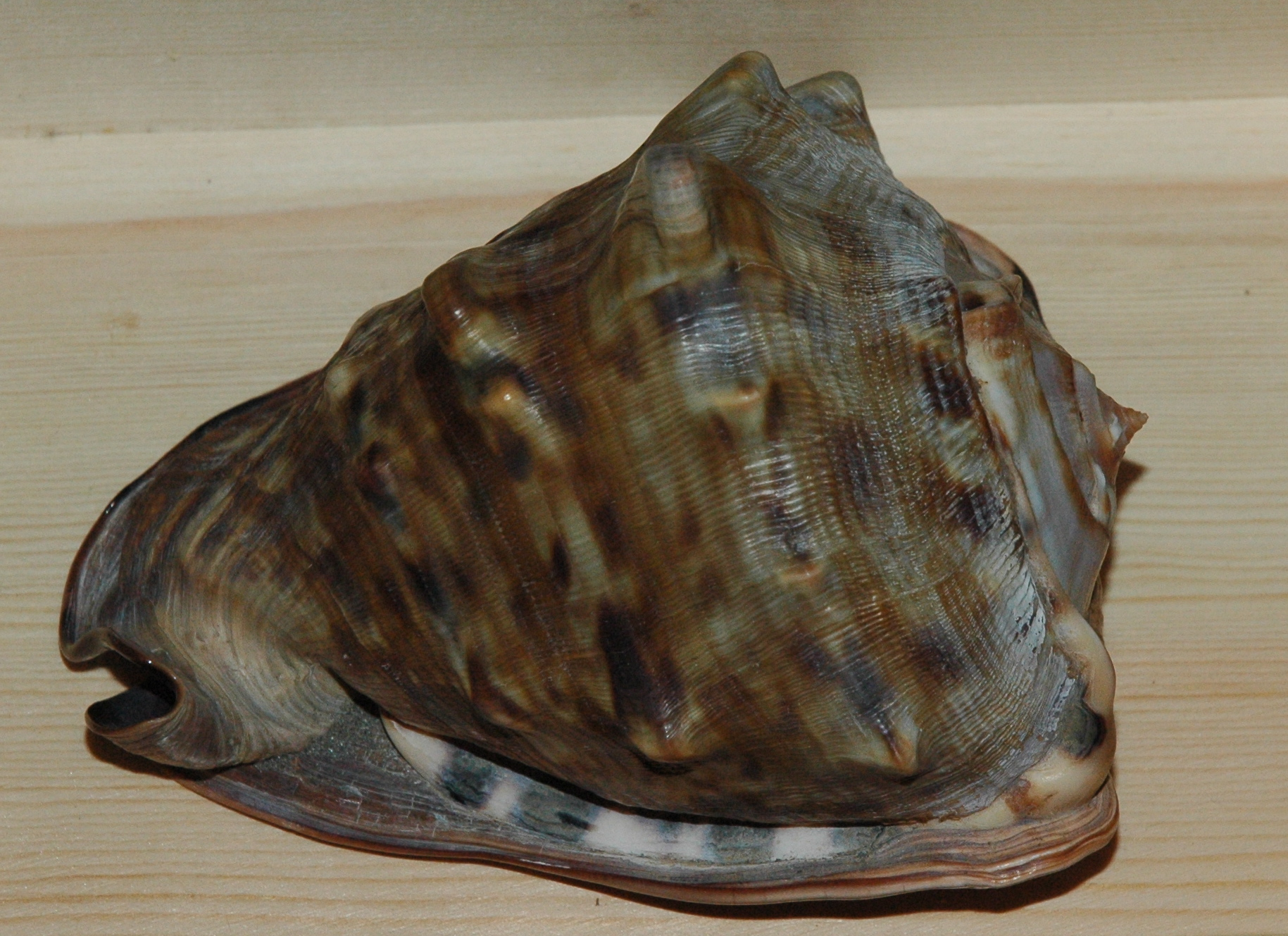
Fotografia da vista lateral da concha de C. tuberosa, mostrando sua superfície reticulada.
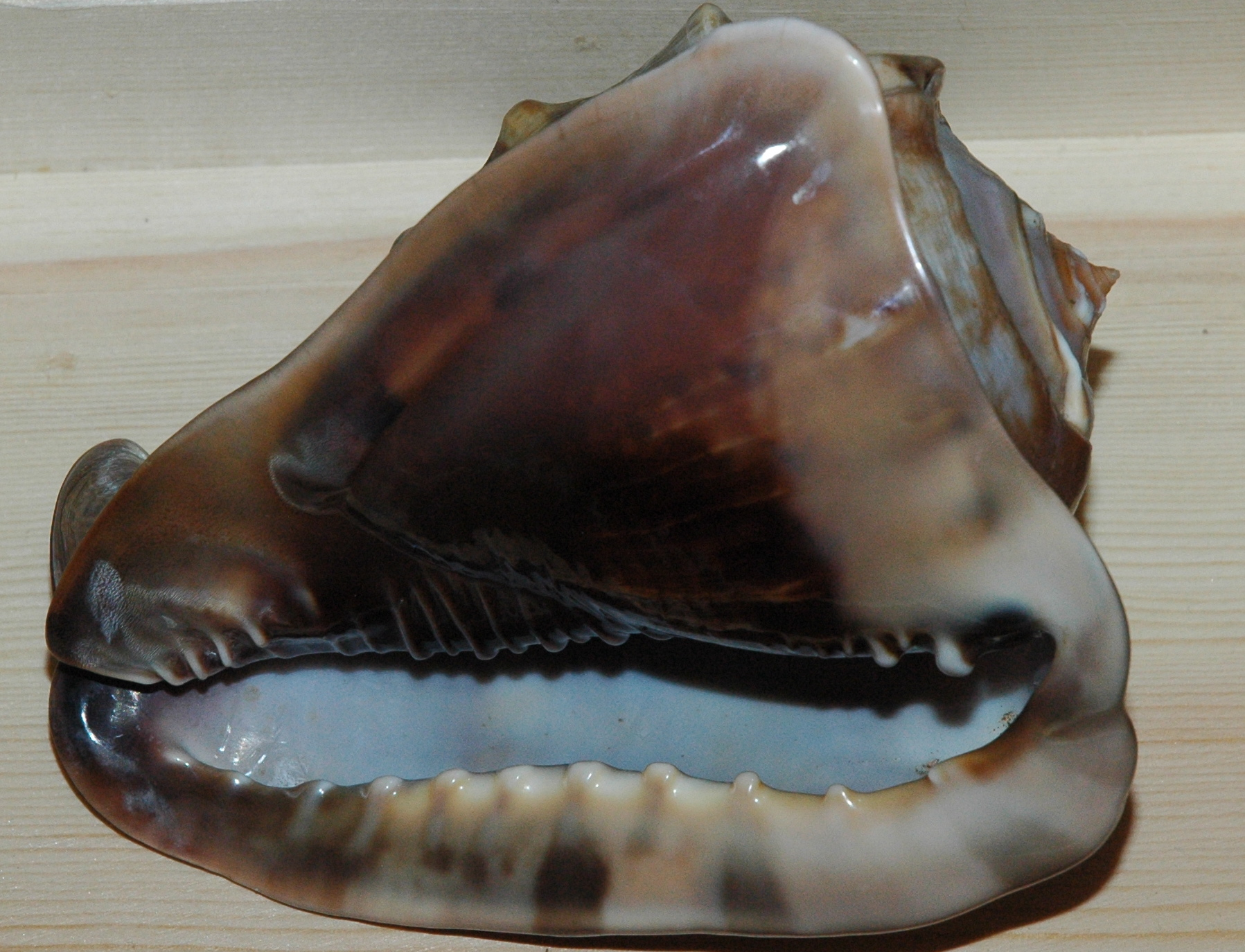
Fotografia da vista inferior da concha de C. tuberosa, mostrando sua abertura.
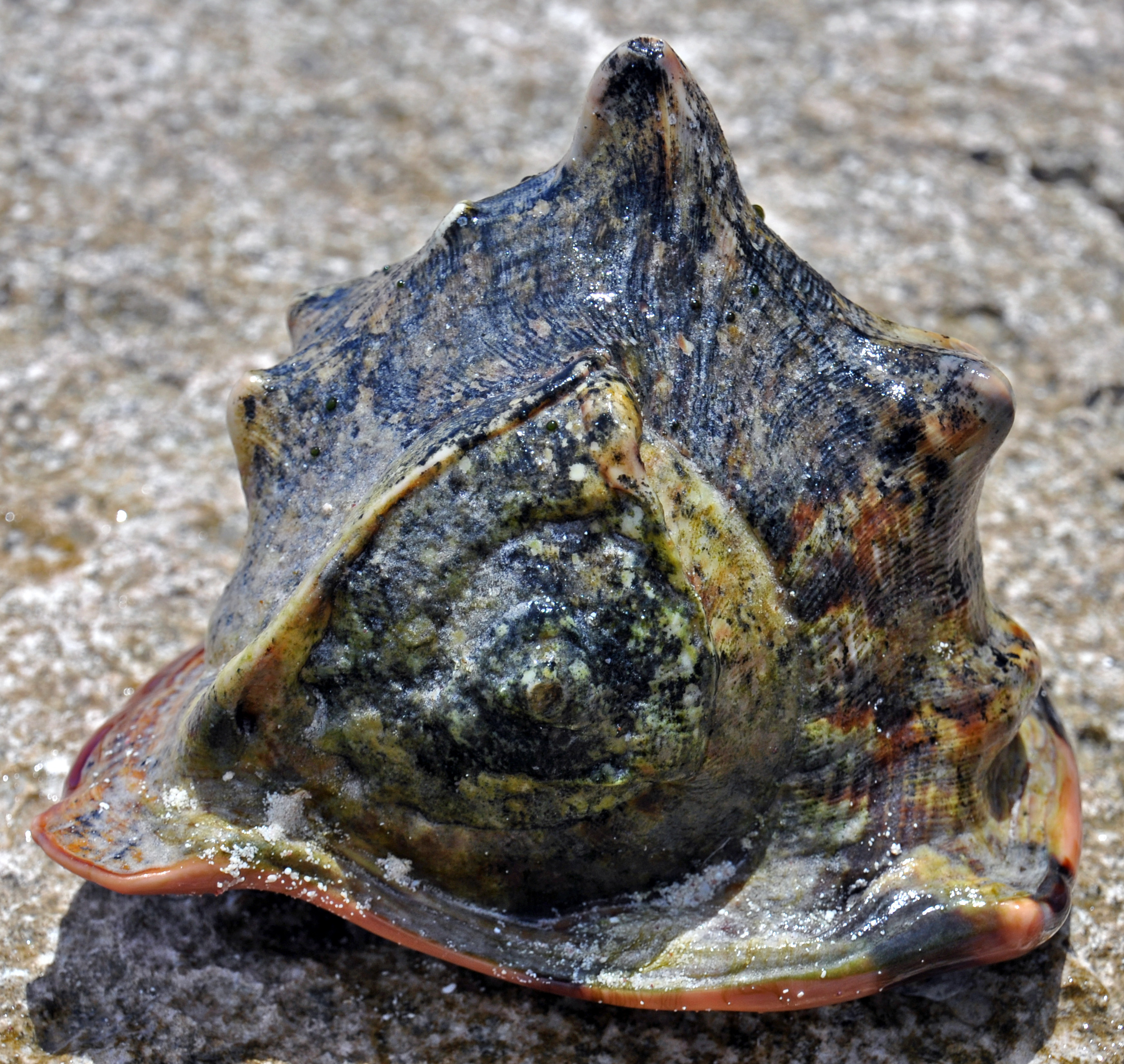
Fotografia da vista frontal da concha de C. tuberosa, em San Salvador.

## Habitat e uso
Cassis tuberosa ocorre em águas rasas da zona nerítica, entre 1 a 27; usualmente até 10 metros de profundidade e em substrato arenoso, com algas, ou em recifes, sendo utilizada pelo Homem como alimento; mas também com sua concha usada para a confecção de camafeus artísticos. É uma espécie predadora de equinodermos da classe Echinoidea, como ouriços-do-mar e bolachas-da-praia. A palavra búzio é uma corruptela de buzina; Eurico Santos cita, em sua obra Moluscos do Brasil, que preparam a concha deste molusco praticando um furo na região de sua protoconcha para soprá-lo, produzindo um som de estridência rouquenha e que se ouve bem de longe; podendo também dar-lhes, a esta espécie, a denominação de atapu (na página 113 é possível observar a ilustração de um pescador, de chapéu, assoprando uma destas conchas). Outra espécieː Voluta ebraea Linnaeus, 1758, também recebe a denominação, em língua indígena, no Brasil, de atapu, guatapi ou itapu. Nas religiões de matriz africana do Brasil, a espécie Cassis tuberosa é utilizada como ornamento durante o jogo de búzios com conchas de Cypraeidae (Monetaria moneta, Monetaria annulus e Monetaria caputserpentis) e também na ornamentação do altar de Oxumarê.